# Люксембург (окръг)
Вижте пояснителната страница за други значения на Люксембург.
Люксембург е един от 3-те окръга на държавата Люксембург. Населението му е 323 300 жители (2007 г.), а площта 904,84 кв. км. Разделен е на 4 кантона. Административен център е столицата Люксембург. Доходът на глава от населението в окръга е $72 300 годишно.